# سیارک ۲۵۹۲۵
سیارک ۲۵۹۲۵ (به انگلیسی: 25925 Jamesfenska، نامگذاری:2001DW48)۲۵۹۲۵مین سیارک کشف شده‌است که در ۱۶ فوریه ۲۰۰۱ کشف شد.